# Fuente huérfana
Una fuente huérfana (en inglés "orphan source") es una fuente radiactiva autónoma que no está bajo el control regulatorio adecuado. 

La Comisión Reguladora Nuclear de los Estados Unidos define una fuente huérfana como: 
 ... una fuente sellada de material radiactivo contenido en un pequeño volumen (espacio)... no en metales cargados o suelos contaminados radiactivamente... pero en una o más de las siguientes condiciones 
- En una condición no controlada que requiere remoción para proteger la salud pública y la seguridad de una amenaza radiológica.
- Controlado o no controlado, pero el cual la parte responsable no puede ser identificada fácilmente.
- Controlado, pero si no se puede garantizar la seguridad continua del material. Si el titular de una licencia, el licenciatario tiene pocas o ninguna opción para, o es incapaz de proporcionar, la disposición segura del material
- En posesión de una persona, sin licencia para poseer el material, quien no solicitó poseer el material
- En posesión de un programa estatal de protección radiológica con el único propósito de mitigar una amenaza radiológica porque la fuente huérfana se encuentra en una de las condiciones descritas en uno de los cuatro puntos y para la cual el Estado no tiene medios para proporcionar disposición apropiada del material

## Incidentes de fuentes huérfanas
Las fuentes huérfanas más conocidas fueron, en general, pequeñas fuentes radiactivas producidas legítimamente bajo regulación gubernamental y puestas en servicio para radiografía, generación de electricidad en generadores termoeléctricos de radioisótopos, radioterapia médica o irradiación . [cita requerida]   Estas fuentes fueron "abandonadas, perdidas, extraviadas o robadas" y, por lo tanto, ya no están sujetas a una regulación adecuada.  
Por ejemplo, en diferentes incidentes, varias fuentes huérfanas han sido: 
- 1984 - Marruecos - Una fuente huérfana se perdió durante una radiografía y fue llevada a casa por otras personas que inicialmente fallaron en reconocer la fuente.[2]
- 1987 - Praça Cívica, Brasil - Una unidad de radioterapia que contenía cesio 137 se dejó en el Instituto Goiano de Radioterapia (IGR) de Goiânia [3]. Este es uno de los incidentes de origen huérfanos más desastrosos en la historia. El evento se conoce como el accidente de Goiânia. 241 Personas resultaron heridas y 4 personas murieron.
- 1996 - Gilan, Irán - Una fuente huérfana se perdió temporalmente durante una radiografía en una central eléctrica y fue encontrada por un trabajador desprevenido que guardó la fuente en el bolsillo de su camisa durante unos 90 minutos. Una persona resultó herida gravemente.[3]
- 1997 - Tbilisi, Georgia - El Centro de Entrenamiento de Lilo tenía múltiples fuentes huérfanas que datan de la actividad militar en la era soviética; 11 personas resultaron heridas.[4]
- 1999 - Kingisepp, Leningrad Oblast, Rusia - Robo de un RTG en un faro ruso y luego recuperado a 50 kilómetros de distancia en una estación de autobuses[5]
- 1999 - Estambul, Turquía - Una fuente fue vendida a un depósito de chatarra por su contenedor de plomo en la ciudad de İkitelli[6]
- 2000 - Tailandia - Una máquina de terapia de cobalto desaparecida fue vendida a un depósito de chatarra de metal en Samut Prakan, causando tres muertes.[7]
- 2000 - Egipto - Una persona inocente se llevó a su casa una fuente huérfana cerca de Mit Halfa, 15 km al norte de El Cairo Qaluobiya,[8]
- 2001 - Georgia - Tres leñadores en el norte de Georgia encontraron dos elementos RTG de la era soviética cerca del río Inguri que contenía Estroncio-90, se enfermaron debido a los altos niveles de radiación.[9] Hasta 2006 se habían descubierto 300 fuentes huérfanas en el país,[10] cuando un equipo del OIEA y el gobierno georgiano encontraron dos fuentes que contenían cesio-137 en la región de Racha. Una de las fuentes se había mantenido en una casa, y otra en una fábrica abandonada utilizada como almacenamiento por los agricultores.
- 2008 - Karachi, Pakistán - Una fuente huérfana fue descubierta en las cercanías de la OGDCL (Oil & Gas Development Company Limited). Dos contenedores fueron encontrados bajo tierra, de los que se sospechaba que habían sido dejados en las operaciones de perforación petrolera soviéticas antes de que el OGDCL asumiera el control a fines de la década de 1960.[11]
- 2010 - Mayapuri, India - Una fuente huérfana causó la muerte de un trabajador e irradió a otros siete en un depósito de chatarra en el accidente radiológico de Mayapuri.
- 2011 - Praga, República Checa - Una fuente huérfana de braquiterapia fue encontrada enterrada en un parque infantil, irradiando 500 µSv/h desde un metro de distancia.[12][13][14]
- 2013 - Hueypoxtla, México - Una máquina de terapia de cobalto averiada fue robada en el camino hacia la eliminación adecuada, inadvertidamente, cuando el camión pesado que lo transportaba fue secuestrado.[15]